# Línea 4 (Urbanos de San Lorenzo de El Escorial)
La línea 4 de la red de autobuses urbanos de San Lorenzo de El Escorial une de forma circular la estación de autobuses con el Hospital de El Escorial.

## Características
Esta línea une la estación de autobuses con el Hospital de El Escorial y el casco antiguo del municipio. Esta línea emplea buses de 9 metros al circular por calles muy empinadas y estrechas.
Los autobuses urbanos de San Lorenzo de El Escorial y El Escorial siguen una numeración conjunta para evitar confusión de duplicidad de numeraciones en dos municipios tan cercanos y relacionados. Las líneas siguen una numeración progresiva del 1 al 4, pero a San Lorenzo de El Escorial sólo le pertenece los números 1, 2 y 4, quedando el número 3 para El Escorial.
La línea circula exclusivamente por el término municipal de San Lorenzo de El Escorial. Como bien se expresa en la numeración interna del CRTM, recibe el número 4131. El primer dígito corresponde a la línea, en este caso la línea 4. Y los últimos tres dígitos corresponden al municipio por el que circula, en este caso 131 corresponde al municipio de San Lorenzo de El Escorial.
La línea mantiene los mismos horarios todo el año (exceptuando las vísperas de festivo y festivos de Navidad).
Está operada por la empresa ALSA mediante la concesión administrativa VCM-607 - Madrid – San Lorenzo de El Escorial (Viajeros Comunidad de Madrid) del Consorcio Regional de Transportes de Madrid.
1. ↑  «Transportes». San Lorenzo de El Escorial. Consultado el 14 de marzo de 2024.

## Horarios
| Todo el año                |                                         |
| Lunes a viernes laborables | Sábados laborables, domingos y festivos |
| 07:15                      | 09:30                                   |
| 08:00                      | 10:15                                   |
| 08:45                      | 11:00                                   |
| 09:30                      | 11:45                                   |
| 10:15                      | 12:30                                   |
| 11:00                      | 13:15                                   |
| 11:45                      | 14:15                                   |
| 12:30                      | 17:00                                   |
| 13:15                      | 17:45                                   |
| 14:15                      | 18:30                                   |
| 15:00                      | 19:15                                   |
| 15:45                      | 20:00                                   |
| 16:30                      |                                         |
| 17:15                      |                                         |
| 18:00                      |                                         |
| 18:45                      |                                         |
| 19:30                      |                                         |
| 20:30                      |                                         |

Paso por el Hospital de El Escorial aproximadamente 5 minutos después de su salida de la estación de autobuses. Duración del recorrido circular completo aproximadamente 30 minutos.

## Recorrido y paradas
| Código | Parada                                     | Común con                |
| ------ | ------------------------------------------ | ------------------------ |
| 11529  | Juan de Toledo - Estación de Autobuses     | 640 661 2                |
| 10212  | Juan de Toledo - Codolosa                  | 640 660 664 669 669A 2   |
| 10213  | Juan de Toledo - Biblioteca                | 640 660 664 669 669A 2   |
| 11530  | Ctra. M-600 - Urb. Jardín de Reyes         | 640 660 664 669 669A 2   |
| 10214  | Ctra. M-600 - Urb. Monte Escorial          | 640 660 664 669 669A 2 3 |
| 10215  | Ctra. M-600 - Hospital El Escorial         | 660 664 2                |
| 11026  | Hospital El Escorial                       | 640 660 669 669A 2 3     |
| 10206  | Ctra. M-600 - Urb. Monte Escorial          | 640 660 664 669 669A 2 3 |
| 15227  | Monte del Fraile - Urb. Monte Escorial     |                          |
| 15228  | Monte del Fraile - Colegio                 |                          |
| 15229  | Monte del Fraile - Centro Comercial        |                          |
| 18475  | Luis Cervera Vera - Juan Esteban           |                          |
| 18474  | Juan de Villanueva - Juan Esteban          |                          |
| 15230  | Pozas - Escritores                         |                          |
| 15231  | Pozas - Urb. Altos de Las Cebadillas       |                          |
| 15232  | Pozas - Santa Rita                         |                          |
| 15233  | Pozas - Albergue Juvenil                   |                          |
| 15234  | Pozas - Cañada Nueva                       |                          |
| 18476  | P.º Miguel Unamuno - Nieves                |                          |
| 18556  | Lepanto - Residencia                       |                          |
| 16031  | Lepanto - Residencial Lepanto              |                          |
| 16032  | Lepanto - Cooperativa San Lorenzo          |                          |
| 18775  | Lepanto - Parque                           |                          |
| 15683  | Lepanto - Residencial Lepanto              |                          |
| 18477  | P.º Miguel Unamuno - Cerbunal              |                          |
| 18478  | P.º Miguel Unamuno - Cementerio            |                          |
| 18479  | P.º Miguel Unamuno - Fray Luis de León     |                          |
| 20021  | Fray Luis de León - P.º Miguel Unamuno     |                          |
| 18480  | P.º Miguel Unamuno - Cebadillas            |                          |
| 18481  | Cebadillas - Cañada Nueva                  |                          |
| 15236  | Pinar - Cesáreo Pontón                     |                          |
| 15237  | Av. Carlos Ruiz - Pinar                    |                          |
| 15238  | Alarcón - Centro de Salud                  |                          |
| 15239  | Floridablanca - Ayuntamiento               |                          |
| 15240  | Leandro Rubio - San Alberto                |                          |
| 15241  | Pza. San Antonio Abad - P.º Carlos III     |                          |
| 18774  | Av. J. de Borbón Y Battenberg - Monasterio |                          |
| 11529  | Juan de Toledo - Estación de Autobuses     | 640 661 2                |